# Glaphyra horaki
Glaphyra horaki là một loài bọ cánh cứng trong họ Cerambycidae.